# Trilepida anthracina
Trilepida anthracina là một loài rắn trong họ Leptotyphlopidae. Loài này được Bailey mô tả khoa học đầu tiên năm 1946.